# Kremianoye
Kremianoye (en ruso: Кремяное) es un pueblo ruso perteneciente al óblast de Kursk. Situado en el suroeste del país, forma parte del distrito de Kórenevo.
El pueblo se encuentra ocupada por Ucrania desde el 21 de agosto de 2024, en el marco de la Incursión ucraniana en el óblast de Kursk de agosto de 2024. 

## Toponimia
Otro nombre de importancia local es Kremiane (en ucraniano: Крем'яне).

## Geografía
Kremianoye está situado a orillas del río Krepna, 14 km al este de Kórenevo y 86 km al suroeste de Kursk. 

## Historia
El 21 de agosto de 2024, el pueblo fue escenario de una incursión en la óblast de Kursk de las Fuerzas Armadas de Ucrania en el transcurso de la guerra ruso-ucraniana. El 15 de agosto, el gobierno ucraniano anunció la formación de una administración militar para brindar ayuda humanitaria a los civiles y mantener la ley y el orden, donde posteriormente se integró a Kremianoye.

## Demografía
La evolución demográfica de Kremianoye entre 2002 y 2021 fue la siguiente:
| 835                            | 649 |
| (Fuente: Population of Russia) |     |